# Kruitmolen

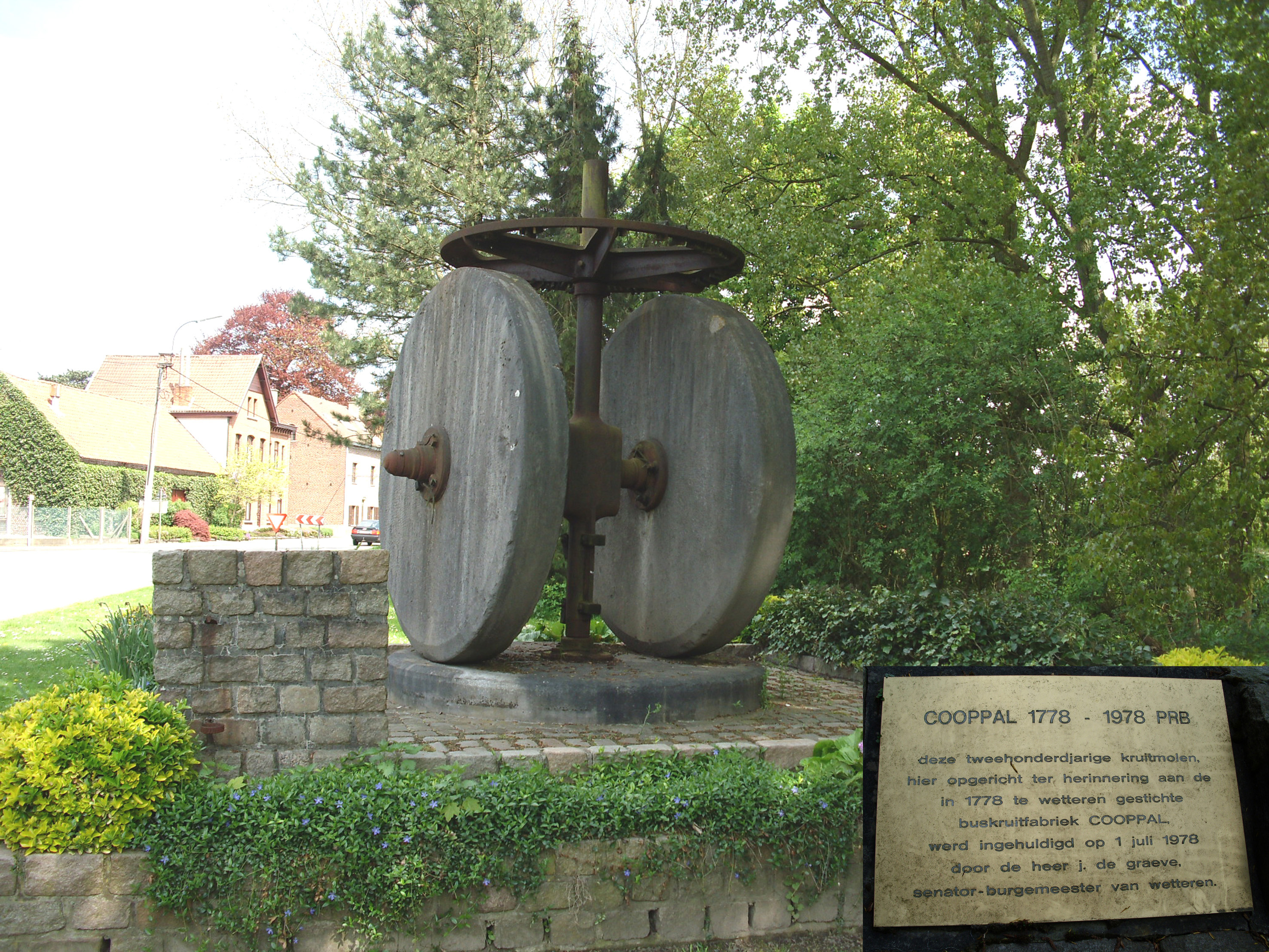
Kantstenen met doodbed van een kruitmolen in Wetteren.

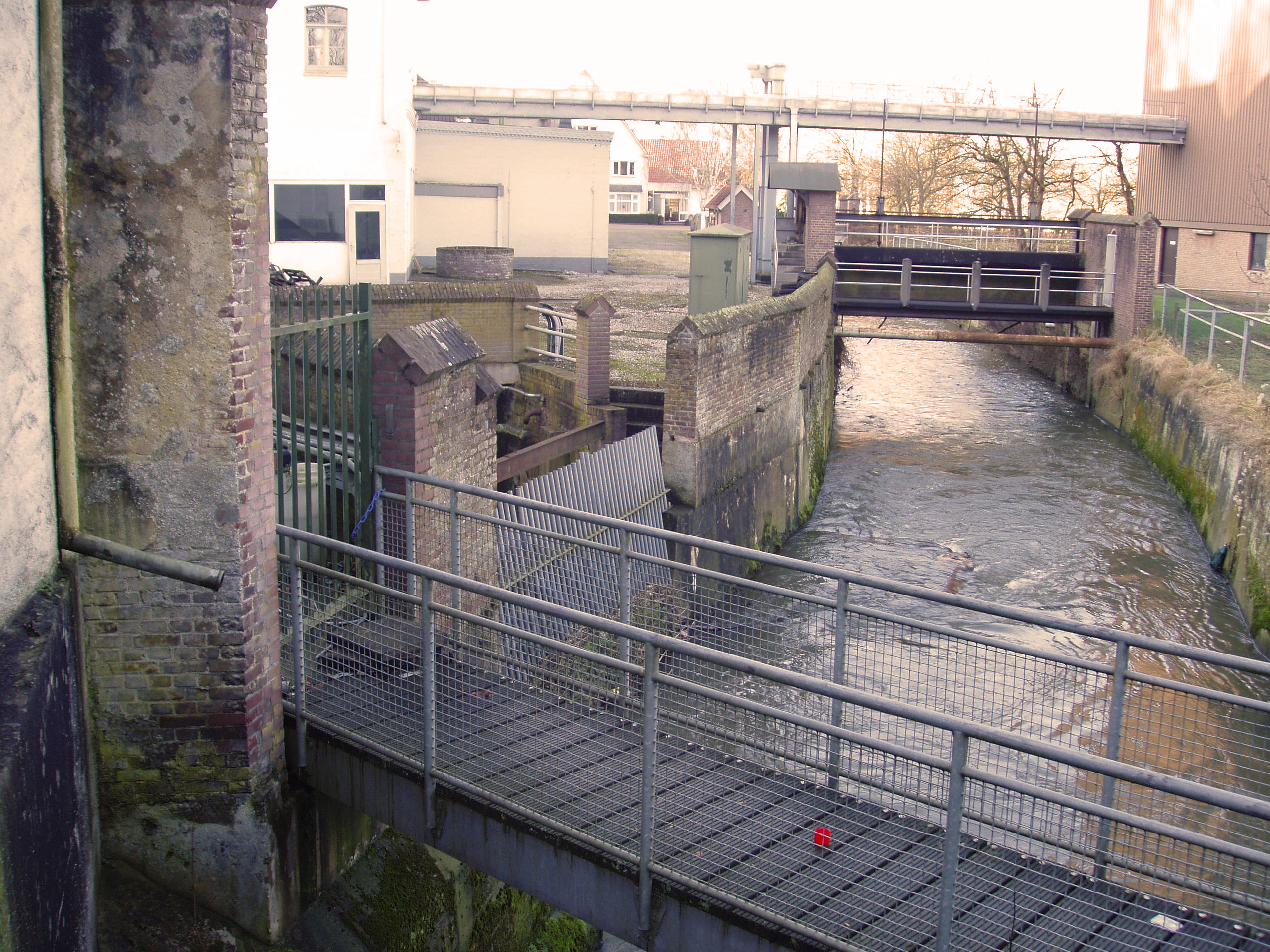
Watergedreven Kruitmolen in Valkenburg.

Een kruitmolen werd vroeger gebruikt voor het maken van buskruit. Er waren rosmolens voor het maken van kruit en water- of windgedreven kruitmolens.
De kruitmolen had net als een oliemolen stampers en kantstenen op een doodbed. De stampers hadden geen ijzeren delen in verband met explosiegevaar bij vonken.
De stoffen voor de samenstelling van het buskruit werden in het begin tot poeder gestampt. Later is men hiervoor kantstenen gaan gebruiken. Vervolgens werden de stoffen vochtig gemaakt en met de stampers en later met de kantstenen gemengd tot een taaie, grijze brij. Deze brij werd tot korrels of tot platte koeken geperst en gedroogd bij met leem dichtgesmeerde ovens. Het kruit bestemd voor jachtgeweren werd daarna nog gepolijst in door de molen aangedreven houten trommels.
beukmolen ·
blauwselmolen ·
cacaomolen ·
hennepklopmolen ·
ijzermolen ·
koldermolen ·
kopermolen ·
korenmolen ·
krijtmolen ·
kruitmolen ·
loodwitmolen ·
mosterdmolen ·
moutmolen ·
oliemolen ·
papiermolen ·
pelmolen ·
pepermolen ·
poldermolen ·
schelpzandmolen ·
schorsmolen ·
slijpmolen ·
snuifmolen ·
specerijenmolen ·
spinmolen ·
trasmolen ·
verfmolen ·
volmolen ·
zaagmolen